# Giovanni Battista Fassola
Giovanni Battista Feliciano Fassola, noto anche con lo pseudonimo di Primi Visconti (Varallo, 22 settembre 1648 – Parigi, 4 dicembre 1713), è stato uno scrittore e storico italiano.